# 騎馬警官ダドリー・ドゥーライト
騎馬警官ダドリー・ドゥーライト（きばけいかん - 、Dudley Do-Right of The Mouties）は、アメリカのアニメーション作品、または同作品に登場するキャラクターである。

## 概要
舞台はカナダ。本作はパット・フィルムサービスが取り組み、ジェイワード・プロダクションとトータル・テレビジョンがアニメーション制作に関わっている。
アメリカでは1969年から1970年にかけてABCネットワークで『ロッキーとブルウィンクルの大冒険』とカップリングで放送された。
1999年8月には実写映画『ダドリーの大冒険』が公開された（日本では劇場未公開でDVDが発売されている）。
日本では東京12チャンネル（テレビ東京）の『マンガのくに』の中で放送、その後『王とオデイ』と『クロンダイク・キャット』と合わせたアニメコンプレックス枠『まんがパンチ』の中で放送されていた。
日本のカートゥーン ネットワークでは、『ロッキーとブルウィンクルの大冒険』とセットで、2004年に新吹き替え版で放送されたことがある。
オープニングではスナイドリーがネルを線路にロープで縛って寝かせるシーンがあり、手塚治虫のおんぼろフィルムでも似たようなシーンが存在する。

## キャラクター
- ダドリー・ドゥーライト

声：八代駿（旧吹替版）、奥田啓人（新吹替版）、森川智之（長編）
カナダ騎馬警官の隊員、ドジで陽気な性格をしている。好きな彼女はネル、ただ1人。
- ホース

声：小林修（旧吹替版）、樫井笙人（新吹替版）
ダドリーの愛馬。
- フェンリック

声：野本礼三（旧吹替版）、加瀬康之（新吹替版）、峰恵研（長編）
ダドリーに任務を与えている警部、ネルの父である。
- ネル

声：沢田敏子（旧吹替版）、氷上恭子（新吹替版）、小林優子（長編）
フェンリックの娘、好きなのはダドリーではなく愛馬のホースだが、ダドリーを愛せない理由は"いい人"過ぎるから。
- スナイドリー・ホイップラッシュ

声：雨森雅司（旧吹替版）、上田燿司（新吹替版）、佐々木梅治（長編）
悪事を働くシルクハットの男。
- キム・Ｊ・ダーソン

声：仲野裕（長編）
探鉱をしている男
- ホーマー

声：辻親八（長編）
- バリー

声：青山穣（長編）
- チーフ

声：稲葉実（長編）
ナレーション
声：?（旧吹替版）、大川透（新吹替版）、田原アルノ（長編）
- その他の声優 - 納谷六朗、槐柳二、肝付兼太、宮沢元、小宮山清、浅井淑子、北川智恵子、（いずれも旧吹替版）

## 放映リスト
- 東京12チャンネル版 (現存している邦題のみ掲載)
  - 変装ごっこの巻（Railroad Tracks）
  - 借金とりは恐いの巻（Fireclosing Mortgages）
  - 狼男が出たの巻（Out of Uniform）
  - 防弾チョッキの巻（Bullet-Proof Suit）
- カートゥーンネットワーク版

- アメリカ版

1. The Disloyal Canadians
2. Stokey the Bear
3. Mortgagin' the Mountie Post
4. Trap Bait
5. The Masked Ginny Lynn
6. The Centaur
7. Railroad Tracks
8. Fireclosing Mortgages
9. Snidely Mounted Police
10. Mother Love
11. Mountie Bear
12. Inspector Dudley Do-Right
13. Recruiting Campaign
14. Out of Uniform
15. Lure of the Footlights
16. Bullet-Proof Suit
17. Miracle Drug
18. Elevenworth Prison
19. Saw Mill
20. Finding Gold
21. Mountie Without a Horse
22. Mother Whiplash's Log Jam
23. Stolen Art Masterpiece
24. Mechanical Dudley
25. Flicker Rock
26. Faithful Dog
27. Coming-Out Party
28. Robbing Banks
29. Skagway Dogsled-Pulling Contest
30. Canadian Railway's Bridge
31. Niagara Falls
32. Snidely's Vic Whiplash Gym
33. Marigolds
34. Trading Places
35. Top Secret
36. The Locket
37. The Inspector's Nephew
38. Matinee Idol
39. Snidely Arrested

## 日本語版スタッフ
- 東京12チャンネル版
  - 翻訳：大野隆一
  - 演出・監督：田島荘三
  - 日本語版配給・著作：トランスグローバル
- カートゥーン ネットワーク版
  - 演出 - 依田孝利
  - 日本語版製作：東北新社、カートゥーン ネットワーク